# Tylancholaimus stecki
Tylancholaimus stecki är en rundmaskart. Tylancholaimus stecki ingår i släktet Tylencholaimus, och familjen Tylencholaimidae. Arten är reproducerande i Sverige.